# Maksim Pourine
Maksim Pourine (en russe : Максим Пурин) est un joueur russe de volley-ball né le 15 janvier 1988. Il mesure 1,89 m et joue réceptionneur-attaquant.

## Clubs
| Club      | De        | À   |
| --------- | --------- | --- |
| VK Grozny | 2013-2014 | ... |

## Palmarès
Néant.